# 鈴木あみ RUN!RUN!あみ〜ゴ!
鈴木あみ RUN!RUN!あみ〜ゴ!（すずきあみ らんらんあみーご）は、ニッポン放送でかつて放送されたラジオ番組。歌手の鈴木あみ（現:鈴木亜美）の冠番組である。1998年10月9日放送開始、2001年3月25日最終回。

## コーナー
- 熱血バカヤロー宣言
- ものまねマシンガン

## 放送時間
- 毎週日曜日22:00-22:30

## ネット局とその放送時間
- HBCラジオ（日）18:00-18:30→（土）22:30-23:00
- 青森放送（月）22:00-23:00
- 秋田放送（日）23:30-24:00
- IBC岩手放送（木）18:30-19:00（末期の3ヶ月に放送）
- ラジオ福島（土）22:30-23:00
- 北日本放送（土）22:30-23:00
- 北陸放送（金）23:30-24:00
- 和歌山放送（土）24:00-24:30
- AM KOBE（土）20:00-20:30
- 山陽放送（土）22:30-23:00
- 山陰放送（日）22:00-22:30
- 四国放送（日）24:00-24:30
- 西日本放送（日）22:30-22:59
- 大分放送（木）23:00-23:30
- 南日本放送（金）23:00-23:30

## 備考
後番組として、「田中麗奈ハートをあげるっ」が日曜23時台から移動。空いた日曜23時枠は23時30分から放送されていた「allnightnippon Sunday Special」を拡大した上で「中澤裕子のaiinightnippon Sunday Special」がスタートした。